# 나기정 (1937년)
나기정(羅基正, 1937년 2월 28일 ~ )은 대한민국의 정치인이다. 제24대 청주시장을 역임했다.

## 학력
- 청주고등학교 졸업
- 고려대학교 경제학 학사
- 고려대학교 대학원 교육학 석사

## 경력
- 제22대 충청북도 진천군수
- 제22대 충청북도 영동군수
- 제7대 강원도 태백시장
- 제21대 충청북도 청주시장
- 제1대 충청북도 행정부지사
- 제24대 충청북도 청주시장

## 역대 선거 결과
|  | 36.79% |

|  | 33.57% |